# Sascha Schwingel

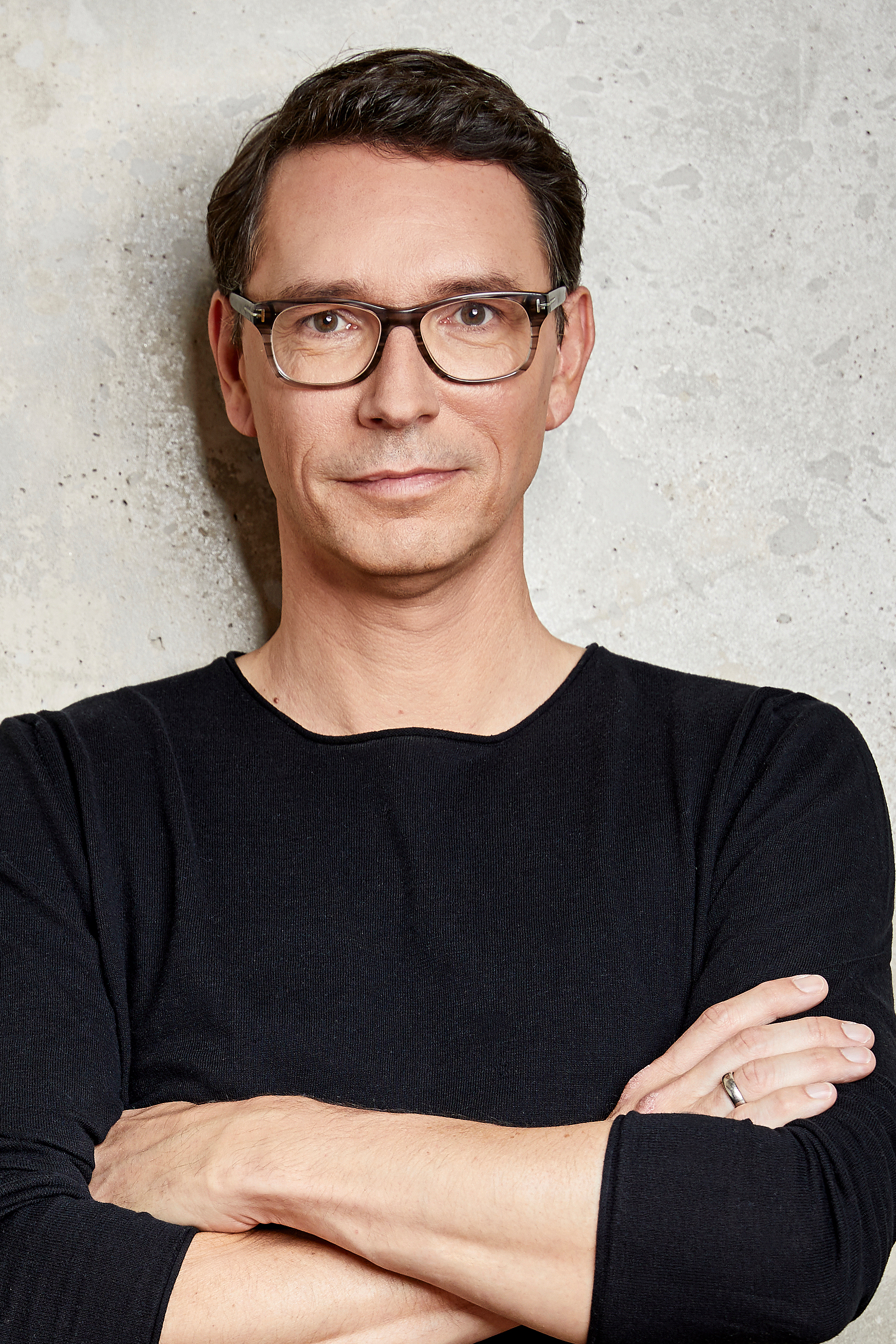
Sascha Schwingel (2019)

Sascha Schwingel (* 15. September 1971) ist ein deutscher Filmproduzent und Geschäftsführer der UFA GmbH.

## Leben
Sascha Schwingel studierte nach dem Abitur Betriebswirtschaftslehre an der RWTH Aachen. In den Jahren 1994 bis 1996 sammelte er erste praktische Erfahrungen als Set-Praktikant und als Set-Aufnahmeleiter bei der Produktion verschiedener Fernsehserien- und filme. Von 1996 bis 1998 absolvierte Schwingel ein Studium an der Filmakademie Baden-Württemberg in Ludwigsburg im Fachbereich Produktion.
Nach seinem Studium war er zwischen 1998 und 2013 zunächst als Producer, dann als Produzent der Geschäftsführung bei teamWorx Television & Film (heute UFA Fiction) tätig. Hier war er rund 15 Jahre für die Entwicklung und Realisierung von über 40 fiktionalen TV-Programmen (u. a. Dresden, Die Sturmflut, Hindenburg) verantwortlich, die mit einer Vielzahl von nationalen und internationalen Auszeichnungen prämiert wurden.
2013 übernahm Schwingel die Leitung der Redaktion, ab 2018 zudem das Programm-Management der ARD Degeto. In dieser Funktion war er unter anderem für den Lizenzeinkauf und die Programmplanung zuständig – rund 100 Auftrags- und Koproduktionen (u. a. Der Fall Barschel, Terror – Ihr Urteil, Gladbeck, Babylon Berlin) entstanden in diesem Zeitraum jährlich unter Schwingels Federführung. Bei ARD Degeto war er u. a. maßgeblich für die Entwicklung der Sendeplätze „Der Donnerstags-Krimi“ und „Endlich Freitag im Ersten“ verantwortlich. Außerdem war Schwingel Mitinitiator des „Degeto Impuls Preises“. Der Preis wird jährlich an Studierende des Bereichs Drehbuch einer deutschen Filmhochschule verliehen, um die Arbeit des Fernsehnachwuchses zu fördern.
Im Juli 2019 wechselte Schwingel als Geschäftsführer des Fernsehsenders Vox zu RTL Deutschland. Ab März 2022 war er als Deputy Head of TV & Entertainment für alle Entertainmentangebote von RTL Deutschland (u. a. RTL, Vox, RTL+) verantwortlich. Am 19. September 2023 übernahm Schwingel als Nachfolger von Nico Hofmann die Geschäftsführung der UFA.

## Filmografie

### Als Produzent (Auswahl)
- 2003: Sehnsucht
- 2003: Familienkreise
- 2004: Der tote Bruder
- 2006: Die Sturmflut
- 2006: Dresden
- 2008: Unschuldig
- 2008: Willkommen im Westerwald
- 2011: Hindenburg
- 2011: Helene Fischer – Allein im Licht (Musikdokumentation)
- 2012: Alle Macht den Kindern
- 2013: Hafen der Düfte
- 2014: Unter Anklage: Der Fall Harry Wörz

### Als Redakteur (Auswahl)
- 2015: Der Fall Barschel
- 2016: Terror – Ihr Urteil
- 2017: Babylon Berlin
- 2018: Gladbeck

## Auszeichnungen (Auswahl)
- 2002: Brooklyn International Film Festival: Best Feature für Julietta[10]
- 2006: Deutscher Fernsehpreis für Dresden[11]
- 2008: CIVIS Medienpreis für Willkommen im Westerwald (Kategorie: Deutscher CIVIS Fernsehpreis Unterhaltung)[12]
- 2011: Deutscher Fernsehpreis für Hindenburg[13]
- 2018: Deutscher Fernsehpreis für Babylon Berlin[14]
- 2019: Europäischer Filmpreis für Babylon Berlin (Kategorie: European Achievement in Fiction Series)[15]